# 서사이타마 지진
서사이타마 지진(西埼玉地震)은 1931년 9월 21일에 일본의 사이타마현 북부에서 발생한 지진이다. 지진 규모는 M6.9. 이 지진으로 16명이 사망하고, 146명이 부상했다.

## 진도
아래는 진도4 이상을 관측한 도도부현의 목록이다.
| 진도 | 도도부현                                                           |
| ---- | ------------------------------------------------------------------ |
| 5    | 이바라키현 도치기현 군마현 사이타마현                              |
| 4    | 후쿠시마현 지바현 도쿄도 가나가와현 야마나시현 나가노현 시즈오카현 |

## 참고 문헌
- 西埼玉强震報告 - 気象庁 驗震時報第5巻 pp.217-390